# Maska
Maska, pseudonimo di Bastien Vincent (Parigi, 21 maggio 1986), è un rapper francese.
È membro del gruppo Sexion d'Assaut. Vive ancora a Parigi dove è nato.
Originario di Lozère e cresciuto nel IX arrondissement di Parigi, Maska conosce a scuola un altro membro della Sexion d'Assaut, Barack Adama.
Bastien Vincent è conosciuto nel panorama della musica francese con il soprannome di Le Blanc o La Tâche.
Maska si è convertito all'Islam prendendo il nome di Souleyman.
Il 21 ottobre 2014 Maska ha esordito con il suo primo album da solista Espace Temps.

## Discografia

### Da solista

#### Album in studio
- 2014 – Espace-temps
- 2022 – Étoile de jour

#### Mixtape
- 2017 – Akhal-Teké
- 2018 – Préliminaires, Vol.1
- 2019 – Préliminaires, Vol.2

#### EP
- 2014 – Série : "En attendant Espace-Temps"
- 2021 – Étoile de Jour, Part 1
- 2021 – Étoile de Jour, Part 2
- 2022 – Étoile de Jour, Part 3

### Con i Sexion d'Assaut
- La terre du milieu (2005)
- Le renouveau (2008)
- Les chroniques du 75 Vol. 1 (2009)
- L'écrasement de tête (2009)
- L'école des points vitaux (2010)
- Les chroniques du 75 Vol. 2 (2011)
- L'apogée (2012)

### Collaborazioni
- 2006: Maître Gims feat. Sexion d'Assaut - Tsunami Permanent sur le maxi de Maître Gims Pour ceux qui dorment les yeux ouverts
- 2010: H Magnum feat. Sexion d'Assaut - Ça Marche En Équipe sur l'album de H Magnum Gotham City et Booska Tape, volume 1
- 2011: Fababy feat. La Fouine - La Symphonie Des Chargeur